# Micronia aculeata
Micronia aculeata là một loài bướm đêm thuộc phân họ Microniinae trong họ Uraniidae tìm thấy ở Ấn Độ.

## Hình ảnh

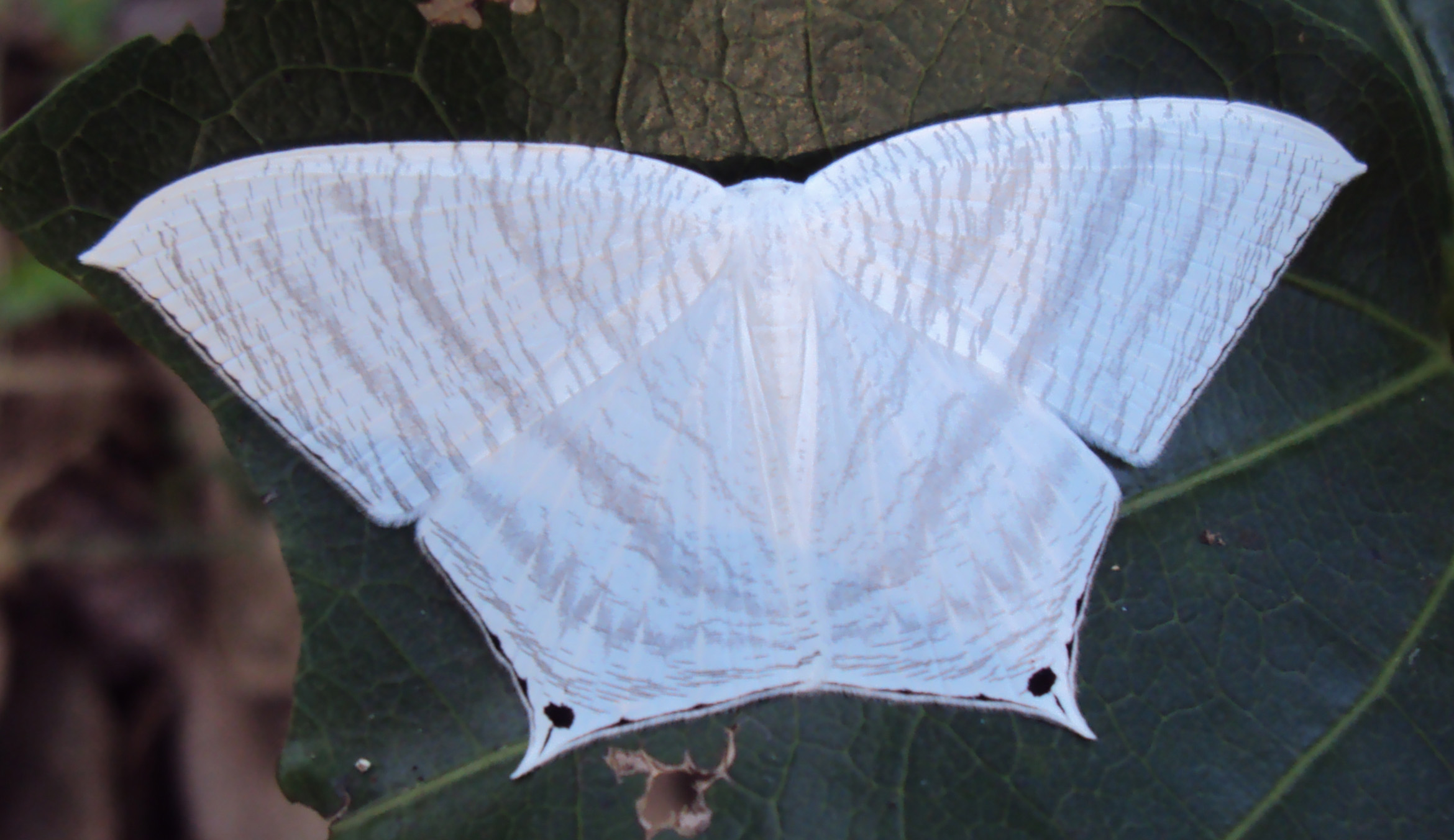
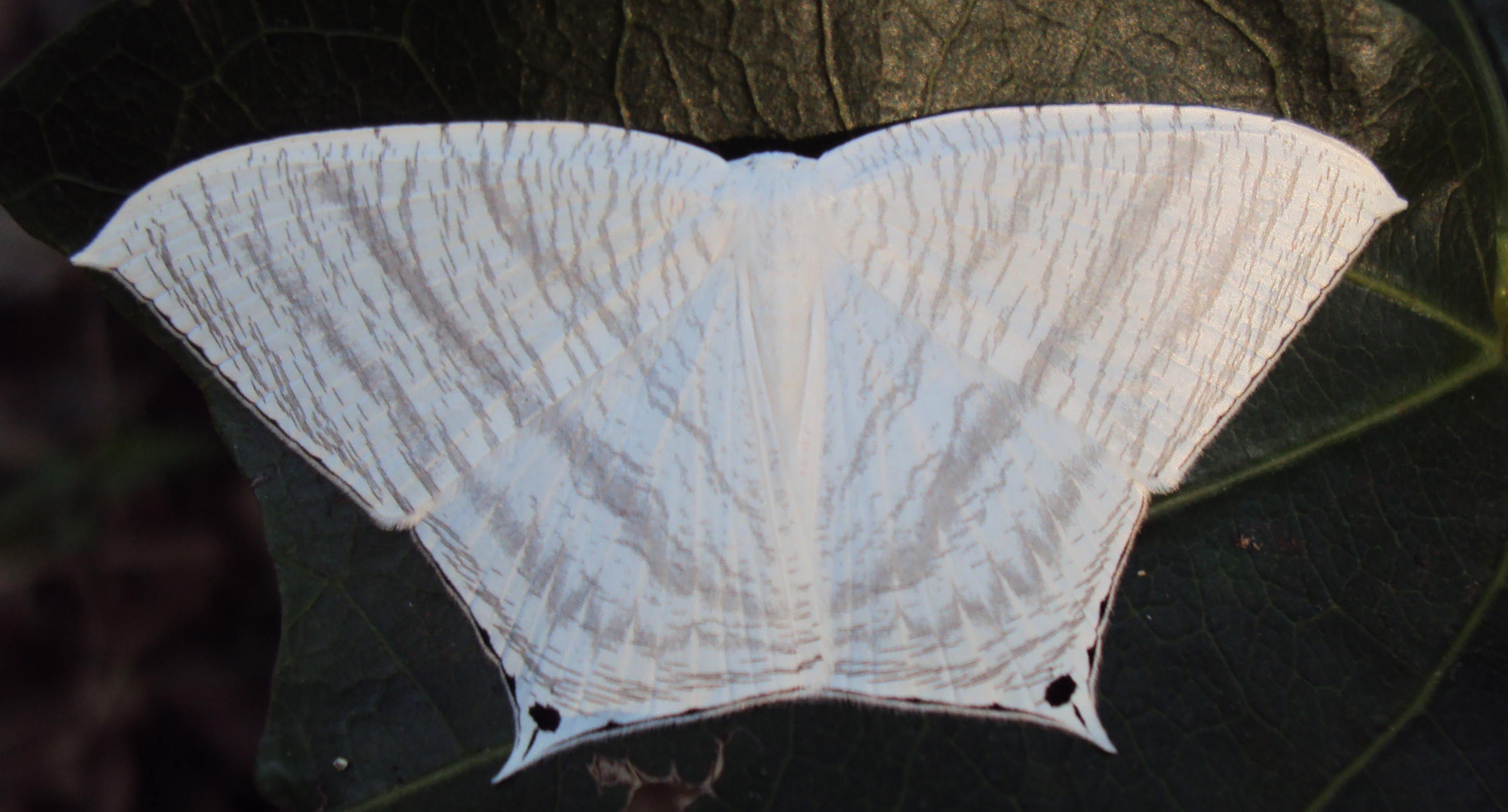
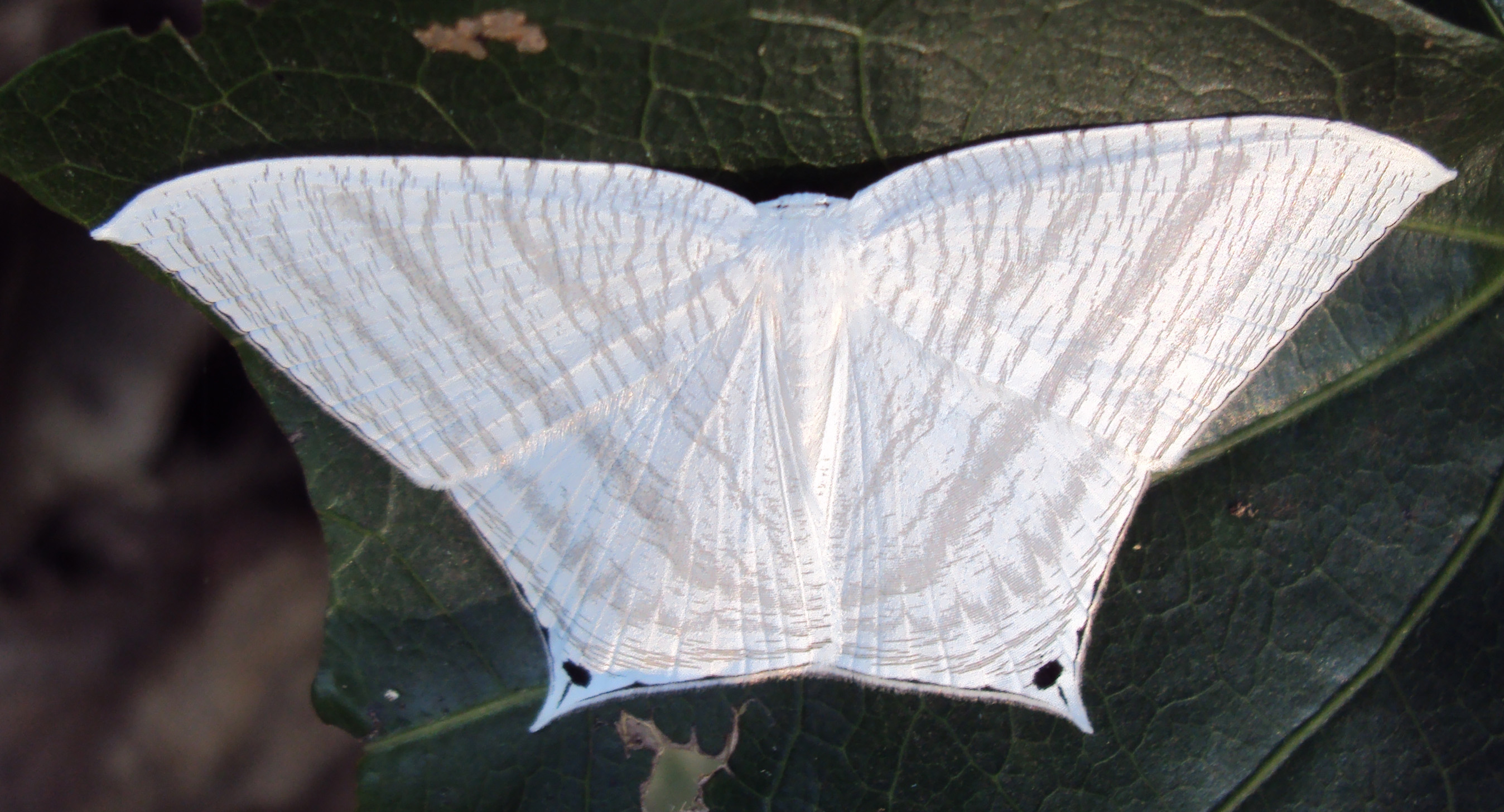
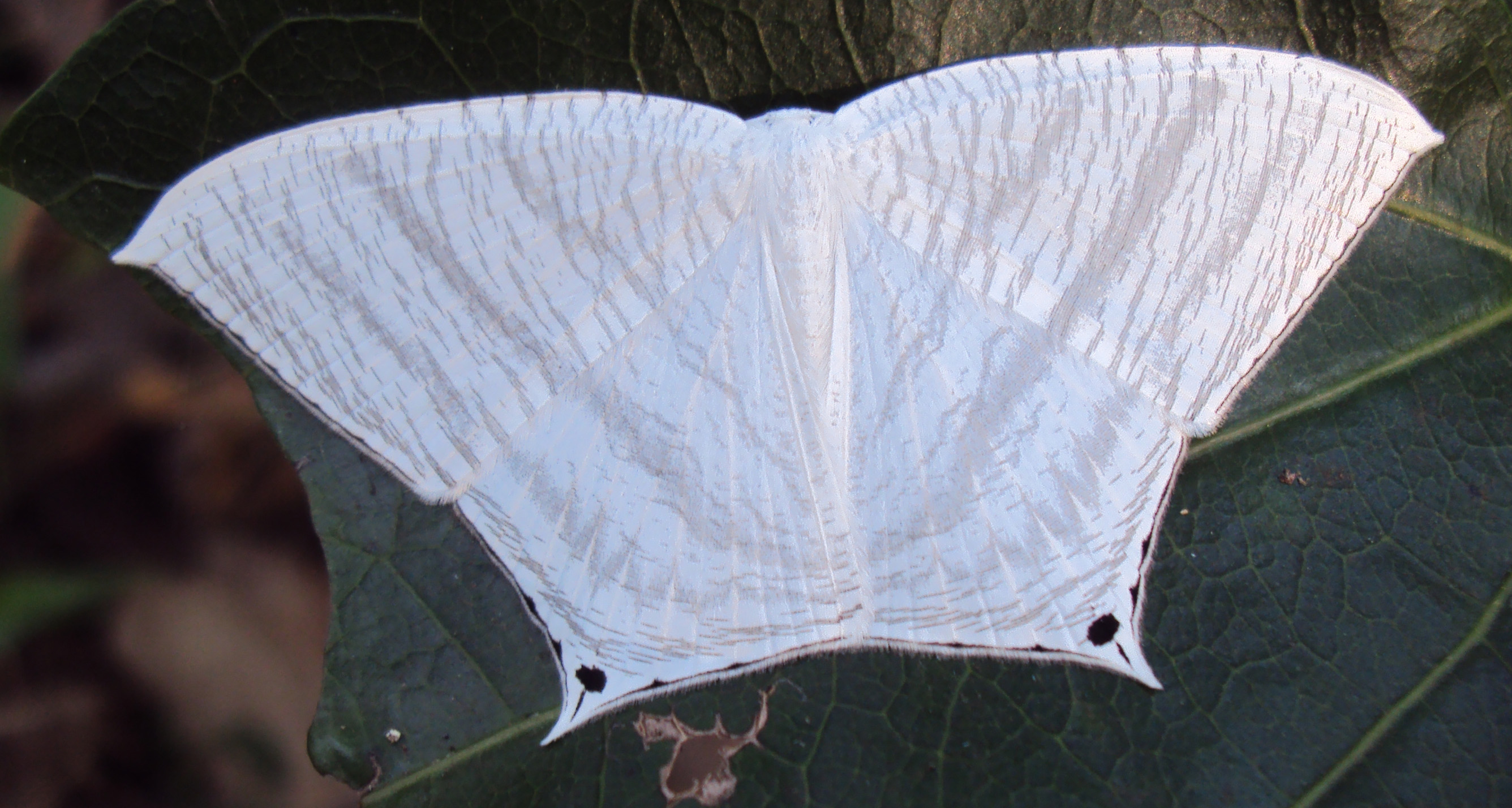